# Tārgales pagasts
Tārgales pagasts er en territorial enhed i Ventspils novads i Letland. Pagasten havde 1.845 indbyggere i 2016 og  1.956 indbyggere i 2010 og omfatter et areal på 364,20 kvadratkilometer. Hovedbyen i pagasten er Tārgale.